# Eulatal
Eulatal – dzielnica miasta Frohburg w powiecie Lipsk, w kraju związkowym Saksonia, w okręgu administracyjnym Lipsk. Do 31 grudnia 2008 gmina.